# Al-Baydawi
ʿAbd Allāh ibn ʿUmar al-Bayḍāwī (in arabo عبدالله بن عمر البيضاوي‎?; Fars, ... – Tabriz, 1286 circa) è stato un magistrato, teologo e filosofo persiano musulmano, di scuola giuridica sciafeita.

## Biografia
Figlio di un Qadi dell'epoca dell'Atabeg Abu Bakr ibn Sa'd (1226–60), al-Bayḍāwī divenne egli stesso giudice a Shiraz.

Scrisse numerosi commentari coranici e varie opere di teologia islamica.
Il suo principale lavoro è il tafsir coranico intitolato Asrar al-tanzil wa asrar al-ta'wil ("I segreti della Rivelazione e i segreti dell'interpretazione"). L'opera è in gran parte un sommario del grande commentario mutazilita al-Khashshāf di Zamakhshari, arricchito da ulteriori annotazioni. I musulmani sunniti lo considerano uno dei commentari di riferimento per gli studi sul Corano, anche se esso non è esaustivo sotto il profilo teologico o linguistico, e non sempre accurato come dovrebbe.
È stato edito da Heinrich Leberecht Fleischer (2 voll., Leipzig, 1846-1848; indici di W. Fell, Leipzig, 1878). Nel mondo arabo e islamico esistono oggi numerose altre edizioni, e una sua selezione annotata è stata curata da D.S. Margoliouth sotto il titolo Chrestomathia Beidawiana (London, 1894).